# Spiru Haret, Brăila
Spiru Haret este un sat în comuna Berteștii de Jos din județul Brăila, Muntenia, România.
Se află la o altitudine de 20 m deasupra nivelului mării. Populația este de 1.446 locuitori, determinată în 1 decembrie 2021, prin recensământ, chestionar, Recesământul Populației și Locuințelor 2021.